# Conselleria d'Economia i Hisenda del Govern de les Illes Balears
La Consellera d'Hisenda i Administracions Públiques del Govern de les Illes Balears és la màxim representant de la Conselleria d'Hisenda i Administracions Públiques. L'actual consellera d'Hisenda i Relacions Exteriors és Rosario Sánchez Grau (PSIB), des del 2 de juliol de 2015.

## Competències i composició
Les competències d'aquest departament actualment són la de gestionar els assumptes econòmics de la Comunitat autònoma, així com la de planificar els pressuposts i recaptar tributs. El departament consta de les direccions generals de Pressuposts i Finançament; de Tresor, Política Financera i Patrimoni; Funció Pública i Administracions Públiques; Emergències i Interior. És, a més, l'òrgan dependent de la Junta Superior d'Hisenda; l'Agència Tributària de les Illes Balears (ATIB); Gestió d'Emergències de les Illes Balears (GEIBSAU); Escola Balear d'Administració Pública; ISBA, Societat de Garantia Recíproca.
Al llarg de la història autonòmica de les Illes Balears, el departament encarregat d'aquests assumptes ha canviat de denominació diverses vegades i ha acollit altres matèries d'actuació. Ocasionalment, la conselleria s'ha dividit en dos. La conselleria es va dir Economia i Hisenda fins que l'any 1999 es va dividir en una d'Economia i una altra d'Hisenda i Pressuposts. Entre els anys 2003 i 2009 va gestionar les competències en matèria d'innovació, amb el nom d'Economia, Hisenda i Innovació. Al 2009 es va quedar com Economia i Hisenda, ja que per Innovació va crear-se Innovació, Interior i Justícia. Amb el canvi de govern del 2011 va canviar de nom a Vicepresidència Econòmica, Promoció Empresarial i Ocupació i també hi hagué una conselleria de Administracions Públiques. Al maig de 2013 la vicepresidència es va bifurcar en Economia i Competitivitat i Hisenda i Pressupostos. Fins que al juliol de 2015, amb canvi de govern, adoptà l'actual nomenclatura d'Hisenda i Administracions Públiques.

## Llista de consellers d'Economia (existent entre1993-2015)
| Legislatura | Nom                                   | Inici                | Fi                   | Partit |
| ----------- | ------------------------------------- | -------------------- | -------------------- | ------ |
| III/IV      | Jaume Matas Palou                     | 1991                 | 18 de juny de 1996   | PP     |
| IV          | Antoni Rami Alòs                      | 18 de juny de 1996   | 28 de juliol de 1999 | PP     |
| V           | Joan Mayol Serra                      | 28 de juliol de 1999 | 17 de març de 2000   | PSM    |
| V           | Pere Sampol Mas                       | 17 de març de 2000   | 1 de juliol de 2003  | PSM    |
| VI          | Lluís Àngel Ramis de Ayreflor Cardell | 1 de juliol de 2003  | 9 de juliol de 2007  | PP     |
| VII         | Carles Manera Erbina                  | 9 de juliol de 2007  | 21 de juny de 2011   | PSIB   |
| VIII        | Joaquín García Martínez               | 2 de maig de 2013    | 2 de juliol de 2015  | PP     |

## Llista de Consellers d'Hisenda
| #                                                                               | Legislatura                                  | Nom                                          | Nom                                          | Inici mandat                                 | Fi mandat                                    | Partit polític                               | Partit polític                               |
| Conselleria d'Economia i Hisenda (1983-1999)                                    | Conselleria d'Economia i Hisenda (1983-1999) | Conselleria d'Economia i Hisenda (1983-1999) | Conselleria d'Economia i Hisenda (1983-1999) | Conselleria d'Economia i Hisenda (1983-1999) | Conselleria d'Economia i Hisenda (1983-1999) | Conselleria d'Economia i Hisenda (1983-1999) | Conselleria d'Economia i Hisenda (1983-1999) |
| ------------------------------------------------------------------------------- | -------------------------------------------- | -------------------------------------------- | -------------------------------------------- | -------------------------------------------- | -------------------------------------------- | -------------------------------------------- | -------------------------------------------- |
| 1                                                                               | I                                            |                                              | Cristòfol Soler i Cladera                    | 10 de juny de 1983                           | 23 de juliol de 1987                         |                                              | Partit Popular de les Illes Balears          |
| 2                                                                               | II                                           |                                              | Alexandre Forcades Juan                      | 23 de juliol de 1987                         | 18 de juny de 1993                           |                                              | Partit Popular de les Illes Balears          |
| 2                                                                               | III                                          |                                              | Alexandre Forcades Juan                      | 23 de juliol de 1987                         | 18 de juny de 1993                           |                                              | Partit Popular de les Illes Balears          |
| 3                                                                               |                                              | Jaume Matas i Palou                          | 18 de juny de 1993                           | 18 de juny de 1996                           |                                              |                                              | Partit Popular de les Illes Balears          |
| 3                                                                               | IV                                           | Jaume Matas i Palou                          | 18 de juny de 1993                           | 18 de juny de 1996                           |                                              |                                              | Partit Popular de les Illes Balears          |
| 4                                                                               |                                              | Antoni Rami Alós                             | 18 de juny de 1996                           | 28 de juliol de 1999                         |                                              |                                              | Partit Popular de les Illes Balears          |
| Conselleria d'Hisenda, Pressuposts, Energia i Innovació Tecnològica (1999-2000) |                                              |                                              |                                              |                                              |                                              |                                              |                                              |
| 5                                                                               | V                                            |                                              | Joan Mesquida Ferrando                       | 28 de juliol de 1999                         | 17 de març de 2000                           |                                              | Partit Socialista de les Illes Balears       |
| Conselleria d'Hisenda i Pressuposts (2000-2003)                                 |                                              |                                              |                                              |                                              |                                              |                                              |                                              |
| 5                                                                               | V                                            |                                              | Joan Mesquida Ferrando                       | 17 de març de 2000                           | 1 de juliol de 2003                          |                                              | Partit Socialista de les Illes Balears       |
| Conselleria d'Economia, Hisenda i Innovació (2003-2007)                         |                                              |                                              |                                              |                                              |                                              |                                              |                                              |
| 6                                                                               | VI                                           |                                              | Lluís Àngel Ramis de Ayreflor Cardell        | 1 de juliol de 2003                          | 9 de juliol de 2007                          |                                              | Partit Popular de les Illes Balears          |
| Conselleria Conselleria d'Economia i Hisenda (2007-2011)                        |                                              |                                              |                                              |                                              |                                              |                                              |                                              |
| 7                                                                               | VII                                          |                                              | Carles Manera Erbina                         | 9 de juliol de 2007                          | 7 de setembre de 2011                        |                                              | Partit Socialista de les Illes Balears       |
| Conselleria d'Economia, Promoció Empresarial i Ocupació (2011-2013)             |                                              |                                              |                                              |                                              |                                              |                                              |                                              |
| 8                                                                               | VIII                                         |                                              | José Ignacio Aguiló Fuster                   | 7 de setembre de 2011                        | 2 de maig de 2013                            |                                              | Partit Popular de les Illes Balears          |
| Conselleria d'Hisenda i Pressuposts (2013-2015)                                 |                                              |                                              |                                              |                                              |                                              |                                              |                                              |
| 9                                                                               | VIII                                         |                                              | José Vicente Marí Bosó                       | 2 de maig de 2013                            | 2 de juliol de 2015                          |                                              | Partit Popular de les Illes Balears          |
| Conselleria d'Hisenda i Administracions Públiques (2015-2019)                   |                                              |                                              |                                              |                                              |                                              |                                              |                                              |
| 10                                                                              | IX                                           |                                              | Catalina Cladera Crespí                      | 2 de juliol de 2015                          | 2 de juliol de 2019                          |                                              | Partit Socialista de les Illes Balears       |
| Conselleria d'Hisenda i Relacions Exteriors (2019-2023)                         |                                              |                                              |                                              |                                              |                                              |                                              |                                              |
| 11                                                                              | X                                            |                                              | Rosario Sánchez Grau                         | 2 de juliol de 2019                          | 10 de juliol de 2023                         |                                              | Partit Socialista de les Illes Balears       |
| Conselleria d'Economia, Hisenda i Innovació (2023-)                             |                                              |                                              |                                              |                                              |                                              |                                              |                                              |
| 12                                                                              | XI                                           |                                              | Antonio Costa Costa                          | 10 de juliol de 2023                         | En el càrrec                                 |                                              | Partit Popular de les Illes Balears          |